# Wasserstoffverbrennungsmotor

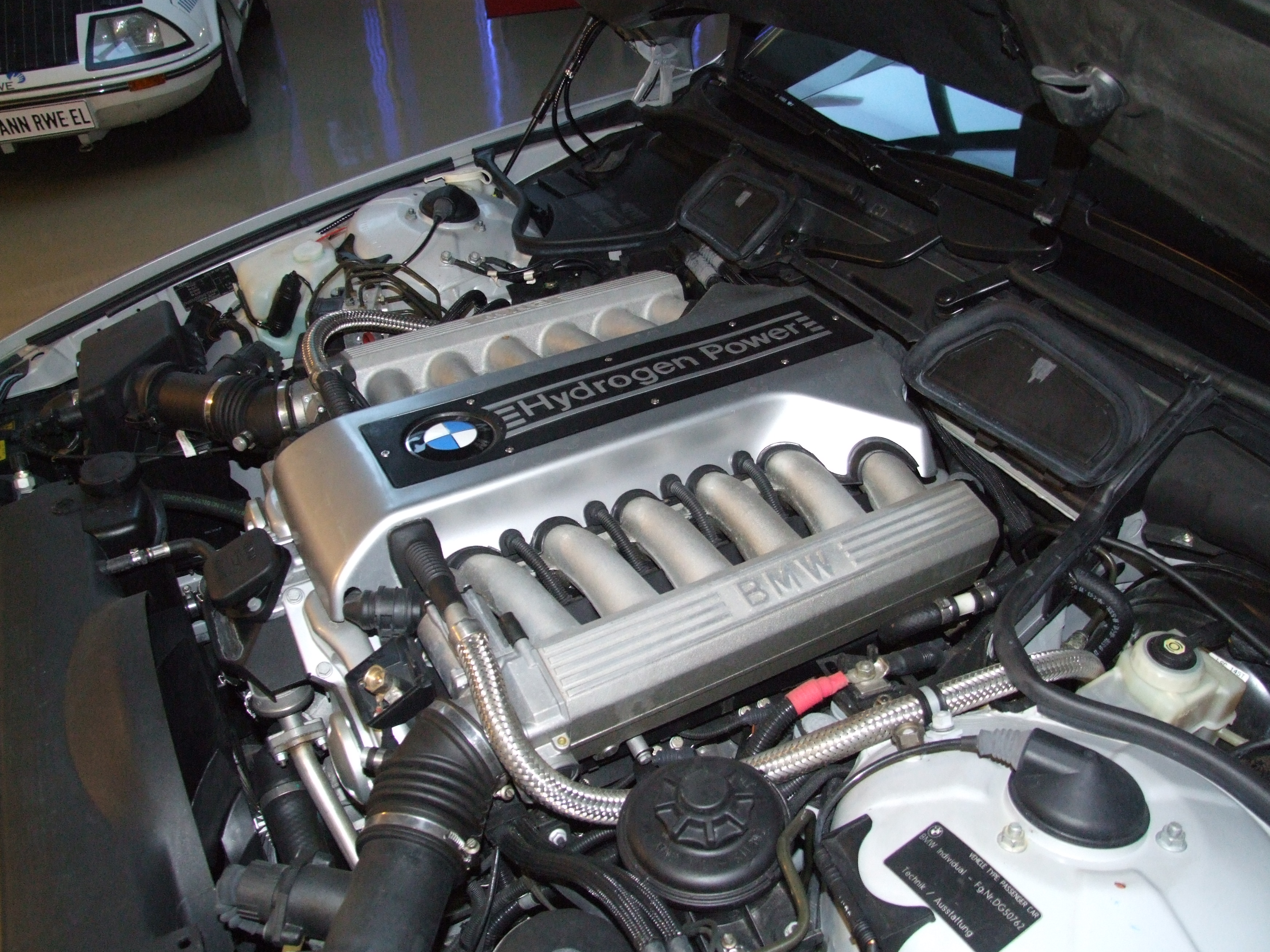
12-Zylinder-Wasserstoffverbrennungsmotor des BMW Hydrogen 7

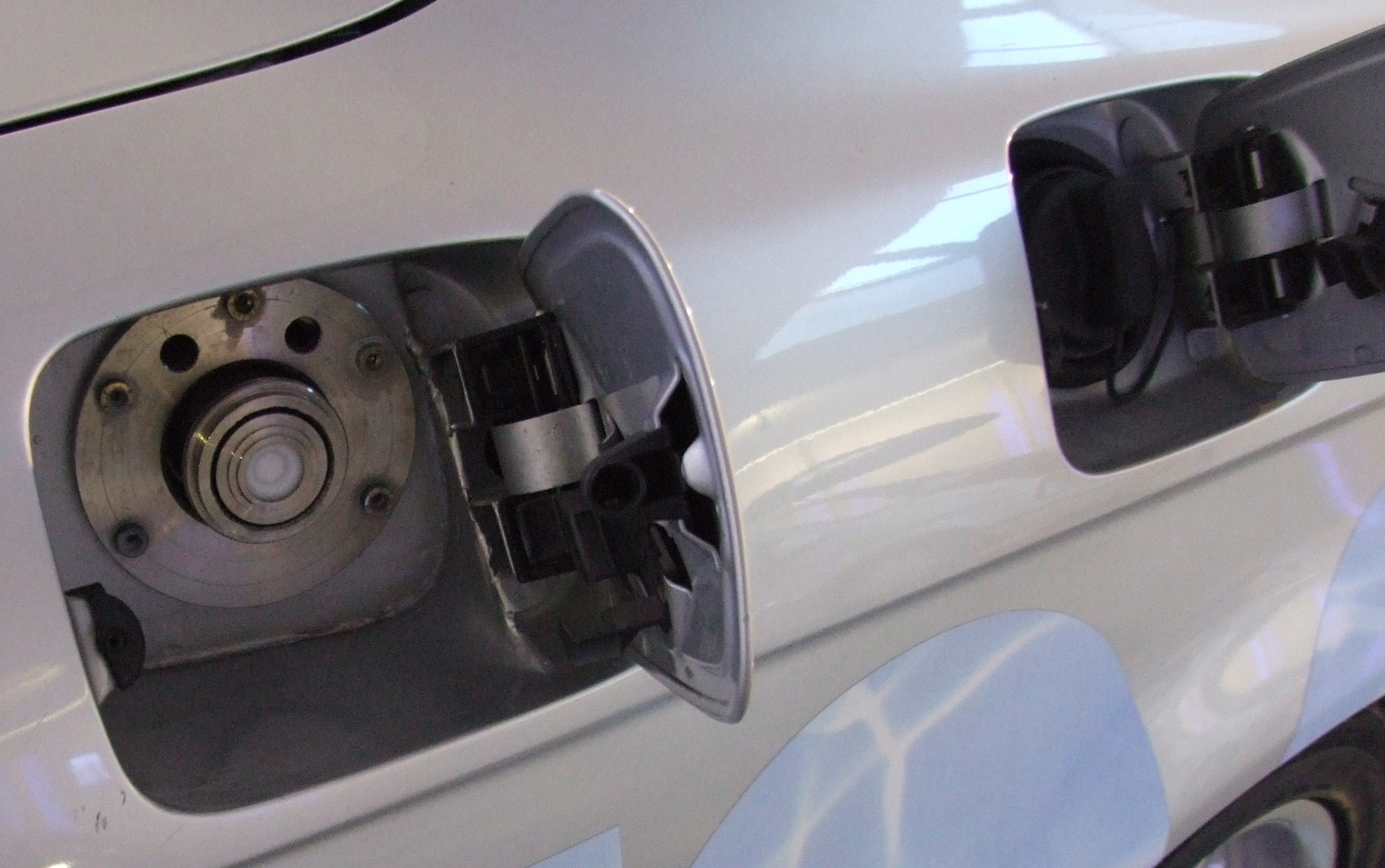
Wasserstoffeinfüllstutzen eines BMW

Ein Wasserstoffverbrennungsmotor (kurz Wasserstoffmotor) ist ein Verbrennungsmotor, der mit Wasserstoff als Kraftstoff betrieben wird. Er wandelt chemische Energie durch Verbrennung in mechanische Arbeit um. Wasserstoffmotoren können als Hubkolben- oder Rotationskolben-Verbrennungsmotor ausgeführt werden. Meist werden Hubkolbenmotoren eingesetzt, die nach dem Ottoprinzip arbeiten; aber es gibt auch Wasserstoffverbrennungsmotoren, die nach dem Dieselprinzip arbeiten. Der Wirkungsgrad des Wasserstoffmotors liegt zwischen dem des konventionellen, mit Benzin betriebenen Ottomotors und dem des Dieselmotors. Zu einer Serienproduktion von Fahrzeugen mit Wasserstoffverbrennungsmotor ist es bisher nicht gekommen.
Der Wasserstoffverbrennungsmotor ist nicht zu verwechseln mit dem Brennstoffzellenfahrzeug, bei dem die in Wasserstoff enthaltene Energie in elektrische Energie umgewandelt wird, die von einem Elektromotor dann in Antriebsenergie umgesetzt wird.

## Geschichte

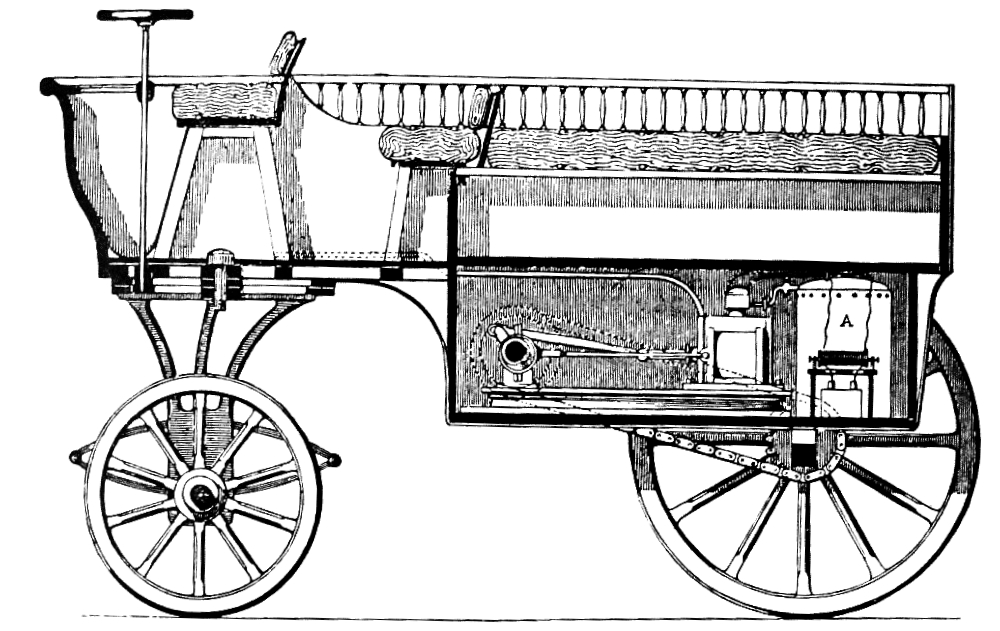
Hippomobile

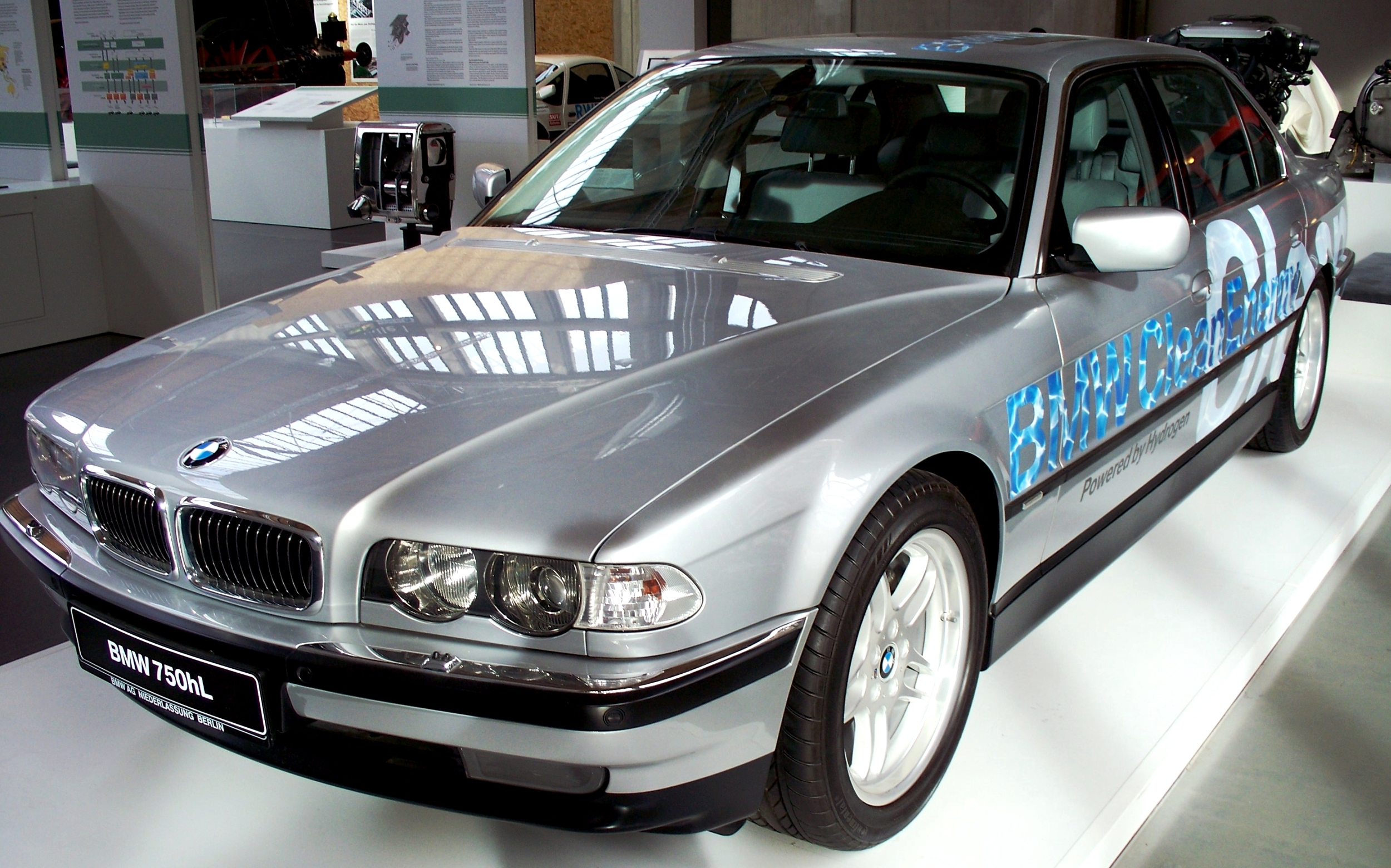
BMW E38 750hL

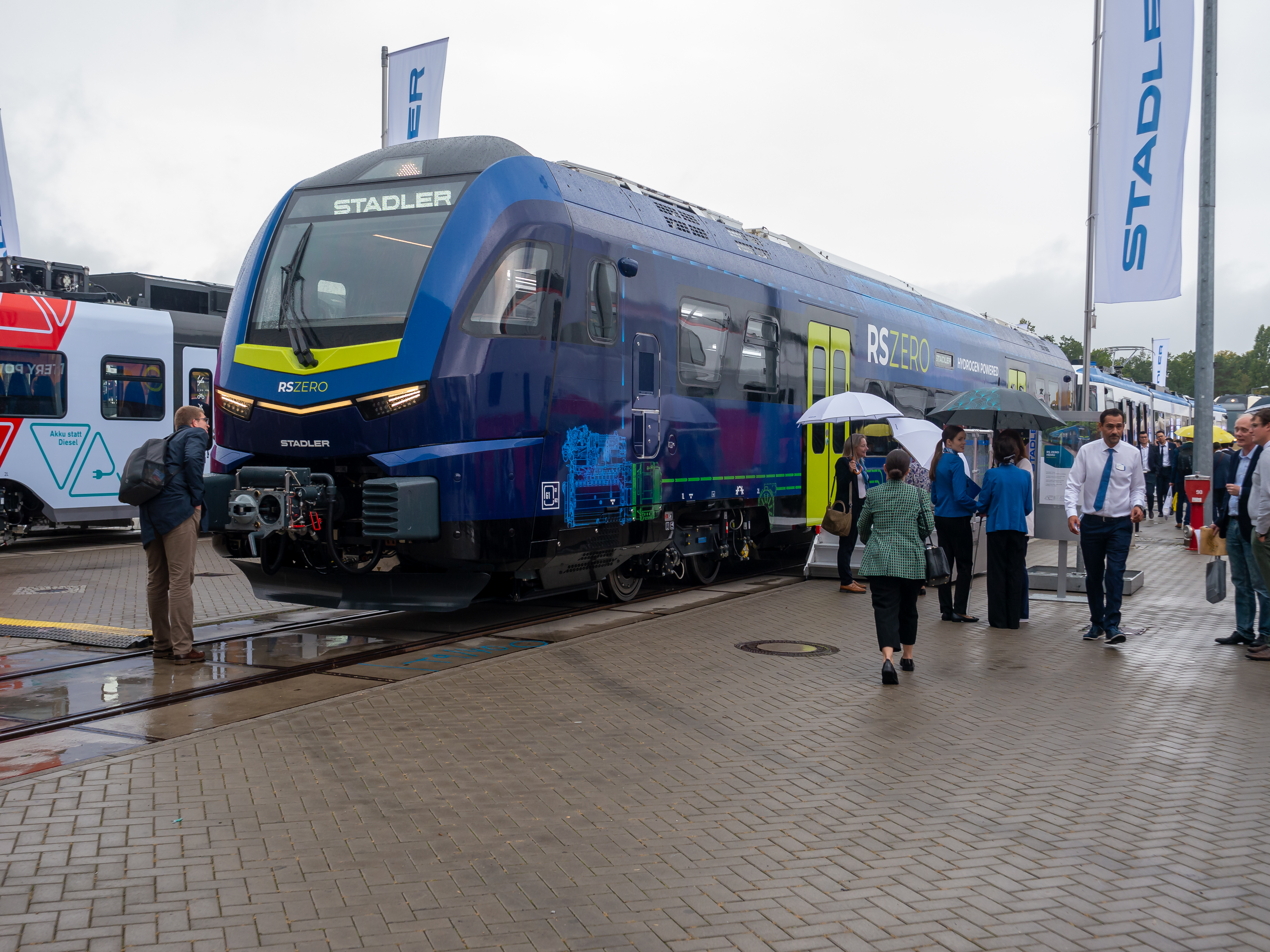
Nahverkehrstriebwagen Stadler RS Zero

1807 wurde erstmals ein Wasserstoffhubkolbenmotor für ein Automobil vom französischen Offizier François Isaac de Rivaz eingesetzt. Er meldete diesen Motor zum Patent an. Bei diesem Motor wurde der Wasserstoff in einem Ballon mitgeführt und seitlich in den Zylinder eingeblasen, wo das Wasserstoff-Luft-Gemisch mit einem Zündfunken gezündet wurde. Der Zylinder war recht lang; bei der Zündung wurde der Kolben nach oben geschleudert, am oberen Totpunkt fiel der Kolben zurück und eine an den Kolben angebrachte Zahnstange griff in ein Zahnrad, das über einen Riemen mit den Rädern verbunden war. Das Kolbengewicht trieb so die Räder an.:32f
1860 baute Étienne Lenoir das Hippomobile, ein von einem Lenoirmotor angetriebenes Automobil, bei dem Wasserstoff, der durch Elektrolyse erzeugt wurde, als Treibstoff eingesetzt werden konnte. Der nicht sehr zuverlässige Motor entwickelte eine Leistung von 700 W bei 80 min−1 und hatte einen Wirkungsgrad von etwa 3 %.:34f
1938 rüstete Rudolf Erren einige Otto- und Dieselmotoren für den Betrieb mit Wasserstoff um.:37
Ende der 1970er Jahre wurde ein Pkw von Suzuki mit Wasserstoffantrieb erprobt. Der Kraftstoffverbrauch betrug 15 Liter Wasserstoff auf 100 km. Das als „Musashi III“ bezeichnete Fahrzeug hatte einen Dreizylinder-Zweitaktmotor mit 550-cm³. Der Tank fasste 60 Liter Flüssigwasserstoff. Seinerzeit wurde bereits darauf hingewiesen, dass es künftig von Bedeutung für den Umweltschutz sein würde, dass dieser Motor kein CO2 freisetzt. Als größte Entwicklungshürde wurde die Speicherung des Wasserstoffs im Fahrzeug gesehen. Potenzial wurde der Metallhydridspeicherung etwa in Magnesium-Nickel-Granulat, wie es Daimler-Benz seinerzeit erprobte, zugesprochen, weil es der batterieelektrischen Energiespeicherung überlegen sei. Um 1980 wurden in der Sowjetunion umfangreichere Erprobungen mit einem Lada 1200 mit kombiniertem Benzin-Wasserstoff-Antrieb durchgeführt.
1996 rüstete das Unternehmen MAN versuchsweise einige Stadtbusse mit Wasserstoffverbrennungsmotoren aus. Diese Motoren arbeiteten nach dem Ottoverfahren und hatten äußere Gemischbildung; später wurden auch Motoren mit innerer Gemischbildung eingesetzt.:225
2000 baute BMW 15 Einheiten des Wasserstofffahrzeugs E38 750hL mit Hubkolbenmotor; 2007 wurde der Nachfolger BMW Hydrogen 7 vorgestellt, von dem 100 Stück gebaut wurden.:42f
2021 stellte die Deutz AG einen neuen Wasserstoffmotor vor und kündigte den Beginn der Serienfertigung für 2024 an. Der Schienenfahrzeughersteller Stadler Rail verbaute im Prototyp seines Triebwagens RS Zero zwei Wasserstoffmotoren TCG 7.8 H2 von Deutz.
2021 stellte Toyota Rennwagen mit Wasserstoffverbrennungsmotor vor, die auf einem Corolla bzw. auf einem GR Yaris basierten.
Ende 2022 wurde das Konzeptfahrzeug Toyota Corolla Cross H2 Concept vorgestellt.
Ein weiterer Entwicklungsschritt erfolgte durch das britische Unternehmen JCB, das unter der Leitung von Chairman Anthony Bamford zwischen 2021 und 2023 einen Wasserstoffverbrennungsmotor für den Einsatz in Baumaschinen entwickelte. Grundlage war ein konventioneller Dieselmotor, der so umgebaut wurde, dass er mit Wasserstoff betrieben werden kann. Drehmoment und Leistung blieben dabei vergleichbar mit dem ursprünglichen Dieselmotor. An dem Projekt waren rund 100 Ingenieure beteiligt, die Entwicklungskosten beliefen sich auf etwa 112 Millionen Euro. Der neu entwickelte Motor mit der Bezeichnung „AB H2 JCB 448“ wurde bis April 2023 in einer Stückzahl von 50 Einheiten gefertigt und erfolgreich in mittelgroßen Baggern eingesetzt.
2024 präsentierte Kawasaki einen ersten Prototypen eines Wasserstoffmotorrads bei einer Demofahrt.
Zudem präsentierte MAN Truck & Bus, auf der IAA Transportation 2024 den MAN hTGX, mit einem 16 Liter 6-Zylinder Wasserstoffverbrennungsmotor. Auf der Leitmesse hat MAN mit dem Wasserstoff TGX den TIA (Truck Innovation Award) gewonnen.

## Wasserstoff als Kraftstoff

### Eigenschaften des Wasserstoffs
Wasserstoff hat im Verhältnis zu seiner Masse einen hohen Energiegehalt, da jedoch seine Dichte:54f mit 0,089882 kg·m−3 bei Standardbedingungen nicht sehr groß ist, ist der Energiegehalt im Verhältnis zum Volumen sehr gering. Daher ist der Heizwert eines Wasserstoff-Luft-Gemisches davon abhängig, wie Wasserstoff und Luft miteinander gemischt werden – der Heizwert kann über, aber auch unter dem eines konventionellen Benzinluftgemisches liegen. Wasserstoff hat sehr große Zündgrenzen, die von 4 Vol-% Wasserstoff (Luftzahl {\displaystyle \lambda =10{,}1}) bis 75,6 Vol-% Wasserstoff (Luftzahl {\displaystyle \lambda =0{,}13}) reichen.:54f Theoretisch kann daher, selbst bei {\displaystyle \lambda \approx 10}, ein Wasserstoffmotor noch mit einem homogenen Kraftstoff-Luft-Gemisch betrieben und die Last im gesamten Betriebsbereich des Motors durch Qualitätsänderung geregelt werden. Es ist aber auch wegen der weiten Zündgrenzen möglich, Betrieb mit inhomogenem überstöchiometrischen Gemisch anzuwenden. Zwar muss – wie bei anderen Kraftstoffen auch – bei höherem Luftverhältnis mehr Zündenergie aufgewendet werden, doch beträgt die nötige Zündenergie beim stöchiometrischen Wasserstoff-Luft-Gemisch mit etwa 0,017 mJ (Mindestwert):54f nur ein Zehntel der eines konventionellen Benzinluftgemisches. Die Selbstentzündungstemperatur des Wasserstoffes liegt mit 858 K (585 °C):54f weit über jener von Benzin oder Dieselkraftstoff, daher hat Wasserstoff bei Verbrennung mit Vormischflamme günstige Klopfeigenschaften. Das erschwert allerdings den Betrieb eines nach dem Dieselverfahren arbeitenden Motors, weshalb in einem nach dem Dieselverfahren arbeitenden Wasserstoffverbrennungsmotor die Ladungstemperatur durch Maßnahmen wie hohe Verdichtung erhöht werden muss, um die Selbstentzündung sicher einzuleiten. Da bei einem Wasserstoffverbrennungsmotor die laminare Flammengeschwindigkeit:54f mit maximal 3 m·s−1 sehr hoch ist, sogar bei überstöchiometrischen Gemischen, kann eine kurze Brenndauer erzielt werden, die sich günstig auf den Wirkungsgrad auswirkt, allerdings wegen des schnellen Druckanstieges im Brennraum eine stärkere Belastung des Triebwerkes bedeutet.

### Wasserstoffspeicherung
Der Wasserstoff für den Wasserstoffmotor wird entweder verflüssigt (−253 °C), höchstkomprimiert (300–700 bar) oder in einer chemischen oder physikalischen Verbindung (wie zum Beispiel Metallhydrid oder LOHC) gespeichert. Metallhydridspeicher waren 2018 noch im Entwicklungsstadium. Bei der Speicherung in verdichteter oder verflüssigter Form muss Energie zur Speicherung des Wasserstoffes aufgewendet werden,:109 diese entspricht etwa 15 % des Heizwertes des Wasserstoffs.:113 Flüssigtanks gasen durch unvermeidliche Isolationsverluste bei Nichtbenutzung aus. Der verdampfte Wasserstoff führt zu einer Druckerhöhung im Tank. Zum Druckausgleich über ein Entlastungsventil werden darum etwa beim BMW Hydrogen7 10 bis 12 Gramm pro Stunde des verdampfen Wasserstoffs abgegeben, was nach 17 Stunden Standzeit beginnt und innerhalb von 9 Tagen einen halbvollen Tank fast vollständig entleert. Nachteilig bei Metallhydridtanks sind die großen Kosten und eine geringe Speicherdichte von etwa 2 bis 3 % der Masse. Wasserstoff kann durch Hydrierung von organischen Substanzen (zum Beispiel N-Ethylcarbazol) in flüssiger Form drucklos gespeichert und transportiert werden. Rechnerisch sind Speicherdichten von 14–20 Masseprozent möglich. Im Labor wurden Speicherdichten von 6–8 Masseprozent erreicht.:138f

### Wasserstofftankstellen
An den in Deutschland verbreiteten Wasserstofftankstellen von H2 Mobility dürfen gemäß AGB nur freigegebene Fahrzeuge mit Brennstoffzellen tanken, da bei diesen die Kompatibilität sichergestellt ist. Fahrzeuge mit Wasserstoffverbrennungsmotor sind dort explizit verboten.
Am 31. März 2025 waren in ganz Österreich laut Statistik Austria 62 Pkws mit Wasserstoffantrieb gemeldet, davon fünf in Privatbesitz. Das Tanken ist teurer als bei einem PKW mit Verbrennungs- oder Elektromotor. OMV ist der einzige Betreiber von Wasserstofftankstellen in Österreich. Die seit 2012 bestehende Tankstelle in Wien wurde im ersten Quartal 2025 geschlossen. Eine weitere wird zum 30. Juni 2025 geschlossen, eine am 30. September 2025  und zwei am 31. August 2025. OMV sieht für Wasserstoff im Individualverkehr aktuell keine Perspektive und will stattdessen weiter in Elektromobilität investieren. Wasserstoff für die Industrie produziert OMV weiterhin.

## Merkmale des Wasserstoffverbrennungsmotors
Wasserstoffmotoren lassen sich nach verschiedenen Merkmalen gliedern. Da in der Regel das Ottoverfahren angewandt wird, weil das Dieselverfahren für den Wasserstoffbetrieb noch keinen seriennahen Zustand erreicht hat,:208 unterscheidet man hauptsächlich nach der Art der Gemischbildung: Es werden im Wesentlichen die beiden Methoden Saugrohreinspritzung (äußere Gemischbildung) und Direkteinblasung (innere Gemischbildung) verwendet, die sich auch kombinieren lassen. Im Folgenden werden zusätzlich zur schon genannten Gemischbildung alle Unterscheidungsmerkmale aufgelistet:
- Funktionsprinzip (Otto-, Diesel- oder Diesel-Zündstrahlverfahren)
- (Teillast-)Drehmomentänderung (Quantitätsänderung oder Qualitätsänderung)
- Gemischbildung (äußere oder innere Gemischbildung)
- Triebwerksbauart (Hubkolbenmotor oder Rotationskolbenmotor)
- Temperaturniveau des Kraftstoffes (tiefkalt oder Umgebungslufttemperatur)
- Ladungszustand (freisaugend oder aufgeladen)
- Ladungsverteilung (homogen oder geschichtet)

Quelle:206f

### Drehmomentänderung
Der weiten Zündgrenzen wegen ist es möglich und aufgrund des besseren Wirkungsgrades auch sinnvoll, bei einem Wasserstoffverbrennungsmotor das Drehmoment nur über eine Änderung der eingespritzten Kraftstoffmasse einzustellen und die Ansaugluft nicht zu drosseln (Qualitätsänderung). Um das Leerlaufverhalten und die Brenndauer im unteren Lastbereich zu optimieren, kann es jedoch vorteilhaft sein, die Ansaugluft zu drosseln. Wird ein Dreiwegekatalysator zur Abgasreinigung eingesetzt, so kann {\displaystyle \lambda \approx 1} auch durch Drosseln erreicht werden.:208

### Gemischbildung

#### Äußere Gemischbildung (Saugrohreinspritzung)
Der unter Druck gespeicherte Wasserstoff wird mit geringem Überdruck gasförmig in das Ansaugrohr vor die Einlassventile eingeblasen (Mehrpunkteinspritzung). Zentraleinspritzung hat sich als ungeeignet erwiesen.:209 Der Kraftstoff wird noch vor dem Eintritt in den Verbrennungsraum mit der Luft vermischt. Dieses Gemisch wird nach dem Verdichten im Verbrennungsraum fremdgezündet. Da der Wasserstoff einen Teil der angesaugten Frischluft verdrängt, ist der Gemischheizwert niedriger als beim vergleichbaren Benzinbetrieb, was dazu führt, dass bei gleichen Bedingungen und stöchiometrischem Gemisch die Leistung im Vergleich zum Benzinbetrieb etwa 17 % geringer ist.:211 Alternativ kann kryogener (flüssiger) Wasserstoff eingespritzt werden. Die vergleichsweise warme Ansaugluft wird abgekühlt, das Gasgemisch nimmt im Volumen ab und der Füllungsgrad wird besser. Mit kryogener Saugrohreinspritzung ist die Leistung auf dem Niveau der Direkteinblasung und etwa 15 % höher als beim Betrieb mit Benzin.:208 Allerdings führt bei Saugrohreinspritzung eine Erhöhung der Motorlast zu Rückzündungen, da sich das Gemisch an heißen Stellen entzünden kann, was wiederum einen Leistungsnachteil bedeutet.:210

#### Innere Gemischbildung (Direkteinblasung)
Bei diesem Mischungsverfahren wird gasförmiger Wasserstoff unter hohem Druck direkt in den Verbrennungsraum eingeblasen. Das Ladungsgemisch wird abgekühlt und mit speziellen Zündkerzen gezündet. Die Füllung gegenüber der Saugrohreinblasung ist höher und die untere Carnot-Prozesstemperatur liegt tiefer. Dies erhöht den thermodynamischen Wirkungsgrad und die Leistung. Bei der Direkteinblasung gibt es verschiedene Gemischbildungskonzepte, die sich anhand der Anzahl der Einblasungen pro Arbeitsspiel (Einfacheinblasung oder Mehrfacheinblasung) und anhand des Einblasezeitpunktes unterscheiden.
Der Einblasezeitpunkt kann früh gewählt werden, sodass in den Saughub mit geöffnetem Einlassventil eingespritzt wird, aber auch spät, sodass die Einspritzung in den Kompressionshub bei geschlossenem Einlassventil erfolgt. Zwischen beiden Konzepten besteht keine eindeutige Grenze, wobei der Einblasdruck umso höher sein muss, je später eingeblasen wird. Eine Einblasung während des Saughubes ergibt ein Gemisch mit homogener Gemischzusammensetzung, während Einblasung in den Kompressionshub aufgrund der nicht ausreichenden Zeit für eine vollständige Gemischhomogenisierung zu einer geschichteten Ladungszusammensetzung führt. Des Weiteren kann es bei einer Kompressionshubeinspritzung keine Rückzündungen oder Frühzündungen geben, da kein Wasserstoff durch das (in diesem Falle geschlossene) Einlassventil in den Ansaugtrakt gelangen kann und während der frühen Kompressionsphase kein Kraftstoff im Brennraum ist.:212f Weiterer Vorteil der Kompressionshubeinspritzung mit Gemischschichtung ist eine sehr kurze Brenndauer mit hohen Umsetzungsraten, was günstig für den Wirkungsgrad und einen stabilen Motorenlauf ist, allerdings gibt es dadurch einen sehr steilen Druckanstieg im Brennraum, der den eines vergleichbaren Dieselmotors übersteigen kann. Bei homogenem Gemisch hingegen ist die Brenndauer abhängig von der Luftzahl {\displaystyle \lambda } und vom Lastpunkt des Motors.:213

### Zündkerzen für den Wasserstoffbetrieb
Für den Betrieb mit reinem Wasserstoff sind herkömmliche Zündkerzen nicht geeignet.
Wasserstoff-Luft-Gemische sind in einem sehr breiten Band von Mischungsverhältnissen entflammbar (ca. 4 bis 76\% Volumenanteil in Luft). Bei stöchiometrischem Mischungsverhältnis (Massenverhältnis Wasserstoff/Luft wie 1:34,2) ist zur Entzündung des Gemisches nur eine im Vergleich zu einem herkömmlichen Benzin-Luft-Gemisch ca. 14-mal geringere Zündenergie erforderlich. Die Selbstzündungstemperatur ist mit 585 °C höher als bei einem herkömmlichen Benzin-Luft-Gemisch, bei dem sie bei ca. 300 °C liegt. Durch diese Eigenschaften kommt es verstärkt zu Glühzündungen, die zu Motorschäden führen können. Durch die heiße Verbrennung übersteigt der Wärmeeintrag in die Elektroden die mögliche Wärmeabfuhr. Dadurch werden die Elektroden immer heißer. Geben die Elektroden in kurzer Zeit genügend Wärme ab, kommt es zu unkontrollierten Zündungen. Dadurch ist ein geregelter Betrieb nicht mehr möglich, im Extremfall kann es zu Motorschäden kommen.
Um dies zu verhindern, werden Wasserstoff-Zündkerzen an allen der Mittelelektrode zugewandten Kante, Ecken und Spitzen abgerundet. Dadurch kann verhindert werden, dass sich diese Teile stark erhitzen und es zu Glühzündungen kommt. Außerdem ist das Verhältnis von Oberfläche zu Volumen der Mittelelektrode kleiner als bei herkömmlichen Zündkerzen, um den Wärmeeintrag schnell über den Zylinderkopf abführen zu können. Durch diese Maßnahmen kann der Motor im Vergleich zu herkömmlichen Zündkerzen mit einem früheren Zündwinkel betrieben werden, was zu einem höheren Wirkungsgrad führt.

### Abgasverhalten
Da Wasserstoff keinen Kohlenstoff enthält, können im Abgas theoretisch keine kohlenstoffhaltigen Schadstoffe wie Kohlenstoffmonoxid (CO), Kohlenstoffdioxid (CO2) und Kohlenwasserstoffe (HC) enthalten sein. Das kohlenstoffhaltige Öl, das für die Motorschmierung benötigt wird, trägt jedoch dazu bei, dass auch Spuren dieser drei Schadstoffe im Abgas enthalten sind.:204 Die einzigen Schadstoffe, die in größeren Konzentrationen im Abgas des Wasserstoffverbrennungsmotors enthalten sind, sind Stickstoffoxide (NOx).:210
Die Stickstoffoxidbildung hängt bei Saugrohreinspritzung von der Luftzahl {\displaystyle \lambda } und von der Verbrennungstemperatur ab, mit steigender Luftzahl sinkt auch die Temperatur und damit die Neigung zur Stickstoffoxidbildung. Bei einem sehr hohen Luftverhältnis von {\displaystyle \lambda >2{,}2} werden fast keine Stickoxide mehr gebildet, während mit sinkendem Luftverhältnis die Stickoxidbildung stark steigt. Bei {\displaystyle \lambda =1{,}3} wird ein Maximum erreicht, während mit noch weiter zunehmendem Luftverhältnis die Stickoxidbildung wieder sinkt.:210
Bei Direkteinblasung kann durch eine späte Einblasung in den Kompressionshub die bei hohen Motorlasten bei Betrieb mit global stöchiometrischem Gemisch auftretende Stickoxidbildung reduziert werden. Ursächlich dafür ist die durch eine späte Einblasung entstehende Gemischschichtung. So entsteht neben einem mageren Bereich ein überfetter Bereich, was dazu führt, dass die Luftzahlen, bei denen Stickoxide entstehen würden, umgangen werden. Bei niedriger Last hingegen würde eine späte Einblasung Stickoxide in den kraftstoffreichen Zonen des insgesamt mageren Gemisches entstehen lassen.:214

## Dieselverfahren beim Wasserstoffverbrennungsmotor
Da Wasserstoff sehr weite Zündgrenzen aufweist, eignet er sich prinzipiell als Kraftstoff für einen Dieselmotor. Allerdings ist die Selbstzündungstemperatur mit 858 K (585 °C) sehr hoch. Dies bedeutet, dass die Verdichtungsendtemperatur im Brennraum rund 1100 K (827 °C) betragen muss, um hinreichend Wärmeeintrag in den Wasserstoff zu gewährleisten. Selbst mit einem erhöhten Verdichtungsverhältnis ist es nicht möglich, diese Temperatur zu erreichen. Deshalb muss die Ansaugluft vorgewärmt werden, was jedoch einen Einsatz in einem Kraftfahrzeug wie einem Personenkraftwagen unmöglich macht, da das Vorwärmen der Luft nur schlecht regulierbar ist. Um dennoch das Dieselverfahren anzuwenden, muss die prinzipbedingte Selbstzündung nicht durch eine Selbstzündung des Wasserstoffes, sondern durch die eines Hilfskraftstoffes eingeleitet werden. Dazu wurde das Diesel-Zündstrahlverfahren entwickelt. Dabei wird zusätzlich zum Wasserstoff eine geringe Menge Dieselkraftstoff eingespritzt, der sich leichter entzündet als Wasserstoff. Brennt erst einmal dieser Diesel-Zündstrahl, wirkt er als Pilotzündung für den Wasserstoff.:224

## Vor- und Nachteile

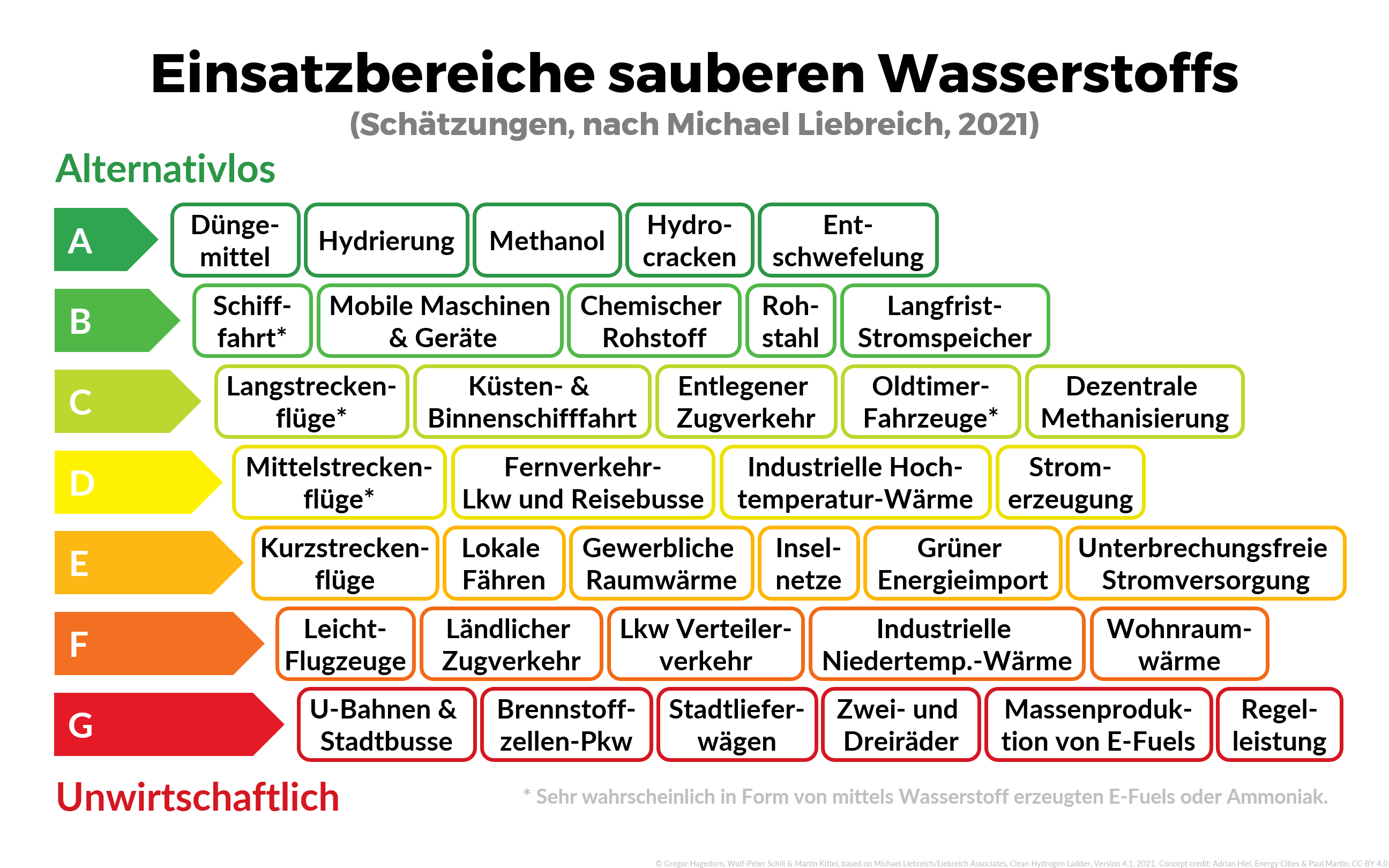
Die unterschiedlichen Einsatzbereiche von sauberem Wasserstoff nach ihrer Wirtschaftlichkeit zugeordnet.

### Vorteile
- Das Abgasverhalten ist gut. Als Verbrennungsprodukte entstehen Wasserdampf und Stickoxide (NOx); letztere können mit der Luftzahl gut gesteuert werden. Der Schmierölverbrauch verursacht Spuren von Kohlendioxid, Kohlenstoffmonoxid und Kohlenwasserstoffen.
- Der indizierte Wirkungsgrad von Wasserstoffverbrennungsmotoren kann rund 35 % betragen, was einen Wasserstoffverbrennungsmotor effizienter als einen konventionellen, nach dem Ottoverfahren arbeitenden Benzinmotor macht, dessen indizierter Wirkungsgrad etwa 28 % beträgt. Im Vergleich dazu hat ein vergleichbarer Dieselmotor einen indizierten Wirkungsgrad von etwa 40 %.[1]:220
- Verglichen mit batterieelektrischen Fahrzeugen, aber auch im Vergleich zum Brennstoffzellenfahrzeug ist der Bedarf an kritischen Rohstoffen und seltenen Metallen für die Herstellung potenziell wesentlich geringer. Damit ist der Wasserstoffverbrennungsmotor eine der wenigen Möglichkeiten, CO2-frei Energie im Fahrzeug zu erzeugen, ohne auf kritische Rohstoffe angewiesen zu sein.

### Nachteile
- Wasserstoff hat sehr schlechte Schmiereigenschaften, da er keinen Kohlenstoff enthält und gleichzeitig den Schmierfilm angreift. Der Schmierfilm wird durch den Wasserstoff gleich auf zwei Wegen angegriffen: zum einen von der Wasserstoffflamme, die bis an die Wandung heranbrennt und nicht, wie es bei Benzin der Fall ist, beim Annähern an die Randzone verlöscht; zum anderen durch Hydrieren: Wasserstoff greift die Kohlenstoff-Kohlenstoff-Bindungen der langkettigen Kohlenwasserstoffe der Schmierstoffe an, deren Bruchstücke verbrennen. Ein Ausweg aus diesem Problem bieten Keramikbeschichtung und der Verzicht auf Schmierung der Laufflächen überhaupt, was durch Kombination von Keramik gegen Keramik als Laufpartner ermöglicht wird.
- Gegenüber Brennstoffzellen, die ebenfalls mit Wasserstoff betrieben werden können, haben Wasserstoffmotoren einen wesentlich niedrigeren Wirkungsgrad. Brennstoffzellen erreichen einen Wirkungsgrad von 60 %[19], allerdings hat der damit betriebene Elektromotor einen Wirkungsgrad von rund 80 %[20], so dass sich ein Gesamtwirkungsgrad von 48 % ergibt.
- Molekularer Wasserstoff ist nicht in der irdischen Natur zu finden und somit muss er erst unter Energieverlusten hergestellt werden, was zusätzlich Energie braucht. Das ist nicht nur ein Nachteil gegenüber anderen Brennstoffen für Verbrennungsmotoren. Der Energieverlust bei der Herstellung von molekularem Wasserstoff ist so groß, dass der batterieelektrische Antrieb einen wesentlich größeren Gesamtwirkungsgrad erreicht.